# Gran Premio motociclistico di Finlandia 1975
Il Gran Premio motociclistico di Finlandia fu il decimo appuntamento del motomondiale 1975.
Si svolse il 27 luglio 1975 a Imatra, e corsero le classi 50, 250, 350 e 500.
Giacomo Agostini si avvicinò all'iride della mezzo litro, grazie al ritiro di entrambe le MV Agusta (quella di Phil Read per problemi tecnici, mentre Gianfranco Bonera cadde dopo un contatto con Armando Toracca) e di Barry Sheene. In 350, invece, "Ago" fu secondo dietro a Johnny Cecotto.
Walter Villa cadde all'inizio della gara della 250, ma si laureò lo stesso Campione del Mondo della categoria, grazie alla vittoria di Michel Rougerie su Cecotto.
Quinta vittoria stagionale per Ángel Nieto in 50.

## Classe 500
30 piloti alla partenza, 13 al traguardo.

### Arrivati al traguardo
| Pos. | Pilota              | Moto          | Tempo     | Punti |
| ---- | ------------------- | ------------- | --------- | ----- |
| 1    | Giacomo Agostini    | Yamaha        | 48' 25" 7 | 15    |
| 2    | Teuvo Länsivuori    | Suzuki        | +53" 1    | 12    |
| 3    | Jack Findlay        | Yamaha        | +2' 03"   | 10    |
| 4    | Chas Mortimer       | Maxton-Yamaha | +1 giro   | 8     |
| 5    | Steve Ellis         | Yamaha        | +1 giro   | 6     |
| 6    | Horst Lahfeld       | König         | +1 giro   | 5     |
| 7    | Thierry Vanderveken | Yamaha        | +1 giro   | 4     |
| 8    | Johnny Bengtsson    | Yamaha        | +1 giro   | 3     |
| 9    | Björn Hasli         | Yamaha        | +1 giro   | 2     |
| 10   | Seppo Kangasniemi   | Yamaha        | +2 giri   | 1     |
| 11   | Pentti Lehtelä      | Yamaha        | +2 giri   |       |
| 12   | Neil Tuxworth       | Yamaha        | +2 giri   |       |
| 13   | Ari Heikkilä        | Yamaha        | +2 giri   |       |

### Ritirati
| Pilota            | Moto          | Motivo ritiro      |
| ----------------- | ------------- | ------------------ |
| Tapio Virtanen    | Yamaha        |                    |
| Gianfranco Bonera | MV Agusta     | caduta             |
| Alex George       | Yamaha        |                    |
| Karl Auer         | Yamaha        |                    |
| Phil Read         | MV Agusta     | rottura del motore |
| John Williams     | Yamaha        |                    |
| Barry Sheene      | Suzuki        | abbandono          |
| Philippe Coulon   | Yamaha        |                    |
| Edmar Ferreira    | Yamaha        |                    |
| Charlie Williams  | Maxton-Yamaha |                    |
| Armando Toracca   | Suzuki        |                    |
| Dave Stanley      | Yamaha        |                    |
| Charlie Dobson    | Yamaha        |                    |

### Non partiti
| Pilota          | Moto   |
| --------------- | ------ |
| Hans Stadelmann | Yamaha |

## Classe 350
30 piloti alla partenza, 16 al traguardo.

### Arrivati al traguardo
| Pos. | Pilota              | Moto        | Tempo     | Punti |
| ---- | ------------------- | ----------- | --------- | ----- |
| 1    | Johnny Cecotto      | Yamaha      | 47' 25" 6 | 15    |
| 2    | Giacomo Agostini    | Yamaha      | +10" 1    | 12    |
| 3    | Patrick Pons        | Yamaha      | +14" 6    | 10    |
| 4    | Bruno Kneubühler    | Yamaha      | +37" 3    | 8     |
| 5    | Dieter Braun        | Yamaha      | +39" 3    | 6     |
| 6    | Karl Auer           | Yamaha      | +1' 16" 4 | 5     |
| 7    | Víctor Palomo       | SMAC-Yamaha | +1' 17" 3 | 4     |
| 8    | Boet van Dulmen     | Yamaha      | +1' 18" 5 | 3     |
| 9    | Alex George         | Yamaha      | +1' 34" 2 | 2     |
| 10   | John Dodds          | Yamaha      | +1' 37" 2 | 1     |
| 11   | Rolf Minhoff        | Yamaha      |           |       |
| 12   | Jack Findlay        | Yamaha      |           |       |
| 13   | Jean-François Baldé | Yamaha      |           |       |
| 14   | Bosse Granath       | Yamaha      |           |       |
| 15   | Reino Eskelinen     | Yamaha      |           |       |
| 16   | Harry Viiala        | Yamaha      |           |       |

### Ritirati
| Pilota             | Moto            | Motivo ritiro |
| ------------------ | --------------- | ------------- |
| Philippe Coulon    | Yamaha          |               |
| Eero Hyvärinen     | Yamaha          |               |
| Tom Herron         | Yamaha          |               |
| Chas Mortimer      | Maxton-Yamaha   |               |
| Gérard Choukroun   | Yamaha          |               |
| Olivier Chevallier | Yamaha          |               |
| Michel Rougerie    | Harley-Davidson |               |
| Pekka Nurmi        | Yamaha          |               |
| Steve Ellis        | Yamaha          |               |
| Pentti Korhonen    | Yamaha          |               |
| Walter Villa       | Harley-Davidson |               |
| Tapio Virtanen     | MZ              |               |
| Charlie Williams   | Maxton-Yamaha   |               |
| Dave Stanley       | Yamaha          |               |

## Classe 250
30 piloti alla partenza, 17 al traguardo.

### Arrivati al traguardo
| Pos. | Pilota             | Moto            | Tempo     | Punti |
| ---- | ------------------ | --------------- | --------- | ----- |
| 1    | Michel Rougerie    | Harley-Davidson | 46' 18" 7 | 15    |
| 2    | Johnny Cecotto     | Yamaha          | +5" 7     | 12    |
| 3    | Otello Buscherini  | Yamaha          | +46" 2    | 10    |
| 4    | Dieter Braun       | Yamaha          | +1' 13"   | 8     |
| 5    | Patrick Pons       | Yamaha          | +1' 13" 3 | 6     |
| 6    | John Dodds         | Yamaha          | +1' 28" 9 | 5     |
| 7    | Harald Bartol      | Yamaha          | +1' 30"   | 4     |
| 8    | John Williams      | Yamaha          | +1' 37" 2 | 3     |
| 9    | Alex George        | Yamaha          | +1' 40"   | 2     |
| 10   | Tom Herron         | Yamaha          | +1' 58" 6 | 1     |
| 11   | Rolf Minhoff       | Yamaha          |           |       |
| 12   | Boet van Dulmen    | Yamaha          |           |       |
| 13   | Hans Hallberg      | Yamaha          |           |       |
| 14   | Olivier Chevallier | Yamaha          |           |       |
| 15   | Ken Nemoto         | Yamaha          |           |       |
| 16   | Eero Hyvärinen     | Yamaha          |           |       |
| 17   | Matti Makila       | Yamaha          |           |       |

### Ritirati
| Pilota           | Moto            | Motivo ritiro |
| ---------------- | --------------- | ------------- |
| Walter Villa     | Harley-Davidson | caduta        |
| Víctor Palomo    | SMAC-Yamaha     |               |
| Bruno Kneubühler | Yamaha          |               |
| Henk van Kessel  | Yamaha          |               |
| Chas Mortimer    | Maxton-Yamaha   |               |
| Pekka Nurmi      | Yamaha          |               |
| Neil Tuxworth    | Yamaha          |               |
| Tapio Virtanen   | MZ              |               |
| Leif Gustafsson  | Yamaha          |               |
| Pentti Korhonen  | Yamaha          |               |
| Auno Hakala      | Yamaha          |               |
| Jussi Rantanen   | Yamaha          |               |

## Classe 50
12 piloti al traguardo.

### Arrivati al traguardo
| Pos. | Pilota             | Moto       | Tempo     | Punti |
| ---- | ------------------ | ---------- | --------- | ----- |
| 1    | Ángel Nieto        | Kreidler   | 31' 44" 4 | 15    |
| 2    | Eugenio Lazzarini  | Piovaticci | +0" 5     | 12    |
| 3    | Rudolf Kunz        | Kreidler   | +1' 28" 9 | 10    |
| 4    | Nico Polane        | Kreidler   | +1' 55" 1 | 8     |
| 5    | Hans-Jürgen Hummel | Kreidler   | +2' 00" 2 | 6     |
| 6    | Henk van Kessel    | Kreidler   | +2' 05" 6 | 5     |
| 7    | Rolf Blatter       | Kreidler   | +2' 37" 9 | 4     |
| 8    | Kenneth Götesson   | Kreidler   | +2' 41" 4 | 3     |
| 9    | Robert Lavér       | Kreidler   | +2' 41" 7 | 2     |
| 10   | Günter Schirnhofer | Kreidler   | +2' 55" 1 | 1     |
| 11   | Cees van Dongen    | Kreidler   |           |       |
| 12   | Markku Matikainen  | Kreidler   |           |       |

### Ritirati
| Pilota             | Moto     | Motivo ritiro |
| ------------------ | -------- | ------------- |
| Ulrich Graf        | Kreidler |               |
| Gerhard Thurow     | Kreidler |               |
| Henk ten Wolde     | Kreidler |               |
| Juup Bosman        | Jamathi  |               |
| Stefan Dörflinger  | Kreidler |               |
| Oscar Ekstrandt    | Delta    |               |
| Ingo Emmerich      | Kreidler |               |
| Matti Kinnunen     | Kreidler |               |
| Janos Meszaros     | Kreidler |               |
| Herbert Rittberger | Kreidler |               |
| Pentti Salonen     | Puch     |               |
| Ove Skifjeld       | Kreidler |               |
| Theo Timmer        | Jamathi  |               |

### Non partiti
| Pilota      | Moto    |
| ----------- | ------- |
| Jan Huberts | Jamathi |

## Fonti e bibliografia
- La Stampa, 27 luglio 1975, pag. 14 e 28 luglio 1975, pag. 13
- Risultati della 500 su autosport.com, su autosport.com.